# Sistema de coordenadas universal transversal de Mercator

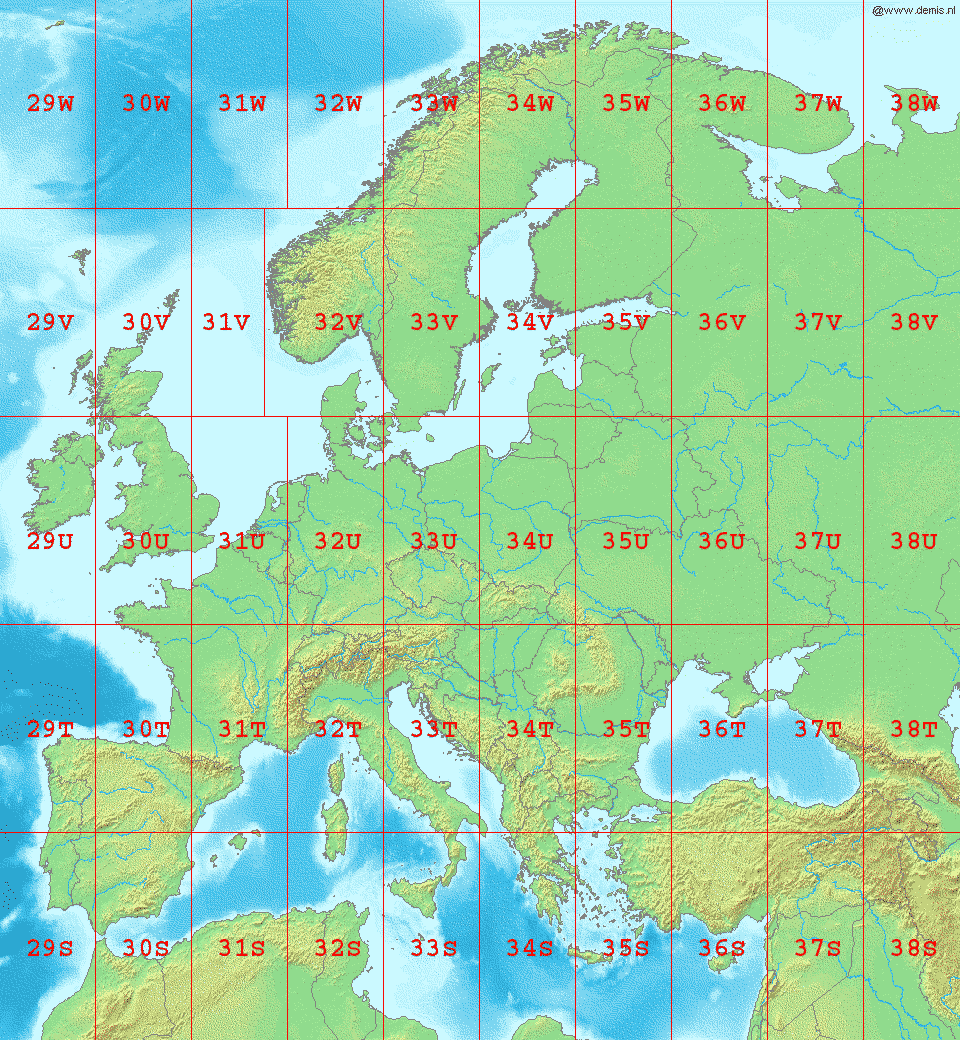
Zonas UTM de Europa

El sistema de coordenadas universal transversal de Mercator (en inglés Universal Transverse Mercator, UTM) es un sistema de coordenadas basado en la proyección cartográfica transversa de Mercator, que se construye como la proyección de Mercator normal, pero en vez de hacerla tangente al Ecuador, se la hace secante a un meridiano.
A diferencia del sistema de coordenadas geográficas, expresadas en longitud y latitud, las magnitudes en el sistema UTM se expresan en metros.

## Historia
El sistema de coordenadas UTM fue desarrollado por el Cuerpo de Ingenieros del Ejército de los Estados Unidos en la década de 1940. El sistema se basó en un modelo elipsoidal de la Tierra. Se usó el elipsoide de Clarke de 1866 para el territorio de los 48 estados contiguos. Para el resto del mundo —incluidos Alaska y Hawái—, se usó el Elipsoide Internacional. Actualmente se usa el elipsoide WGS84 como modelo de base para el sistema de coordenadas UTM.
Anteriormente al desarrollo del sistema de coordenadas UTM varios países europeos ya habían experimentado la utilidad de mapas cuadriculados, en proyección conforme, al cartografiar sus territorios en el período de entreguerras. El cálculo de distancias entre dos puntos con esos mapas sobre el terreno se hacía más fácil usando el teorema de Pitágoras, al contrario que con las fórmulas trigonométricas que había que emplear con los mapas referenciados en longitud y latitud. En los años de posguerra estos conceptos se extendieron al sistema de coordenadas basado en las proyecciones Universal Transversa de Mercator y Estereográfica Polar Universal, que es un sistema cartográfico mundial basado en cuadrícula recta.
La proyección transversa de Mercator es una variante de la proyección de Mercator que fue desarrollada por el geógrafo flamenco Gerardus Mercator en 1569. Esta proyección es conforme, es decir, que conserva los ángulos y casi no distorsiona las formas pero inevitablemente sí lo hace con distancias y áreas. El sistema UTM implica el uso de escalas no lineales para las coordenadas X e Y (longitud y latitud cartográficas) para asegurar que el mapa proyectado resulte conforme. 
las coordenadas UTM, son también reconocidas como coordenadas planas.

## Proyección Transversal de Mercator

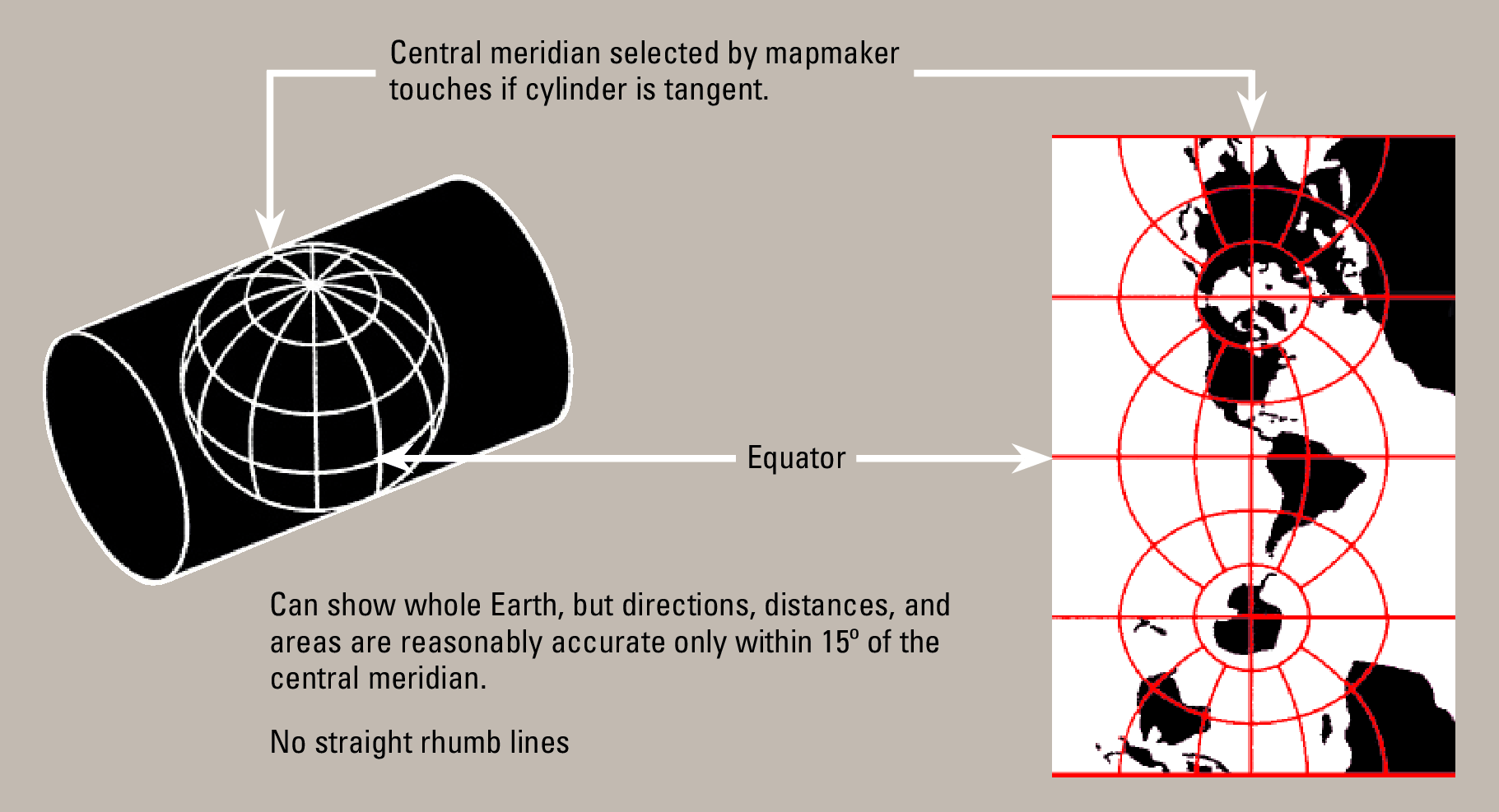
Proyección de Mercator transversa

La proyección UTM es una proyección cilíndrica conforme. El factor de escala en la dirección del paralelo y en la dirección del meridiano son iguales (h = k). Las líneas loxodrómicas ya no se representan como líneas rectas sobre el mapa como ocurre en la proyección normal de Mercator. Los paralelos se proyectan sobre el plano con una separación proporcional a la del modelo, así hay equidistancia entre ellos. Sin embargo los meridianos se van separando a medida que se aleja del meridiano central. Además es una proyección compuesta; la esfera se representa en trozos, no entera. Para ello se divide la Tierra en husos de 6° de longitud cada uno, mediante el artificio de Tissot . 
La proyección UTM tiene la ventaja de que ningún punto está demasiado alejado del meridiano central de su zona, por lo que las distorsiones son pequeñas. Pero esto se consigue al coste de la discontinuidad: un punto en el límite de la zona se proyecta en coordenadas distintas propias de cada Huso.
Para evitar estas discontinuidades, a veces se extienden las zonas, para que el meridiano tangente sea el mismo. Esto permite mapas continuos casi compatibles con los estándar. Sin embargo, en los límites de esas zonas, las distorsiones son mayores que en las zonas estándar.

## Coordenadas UTM

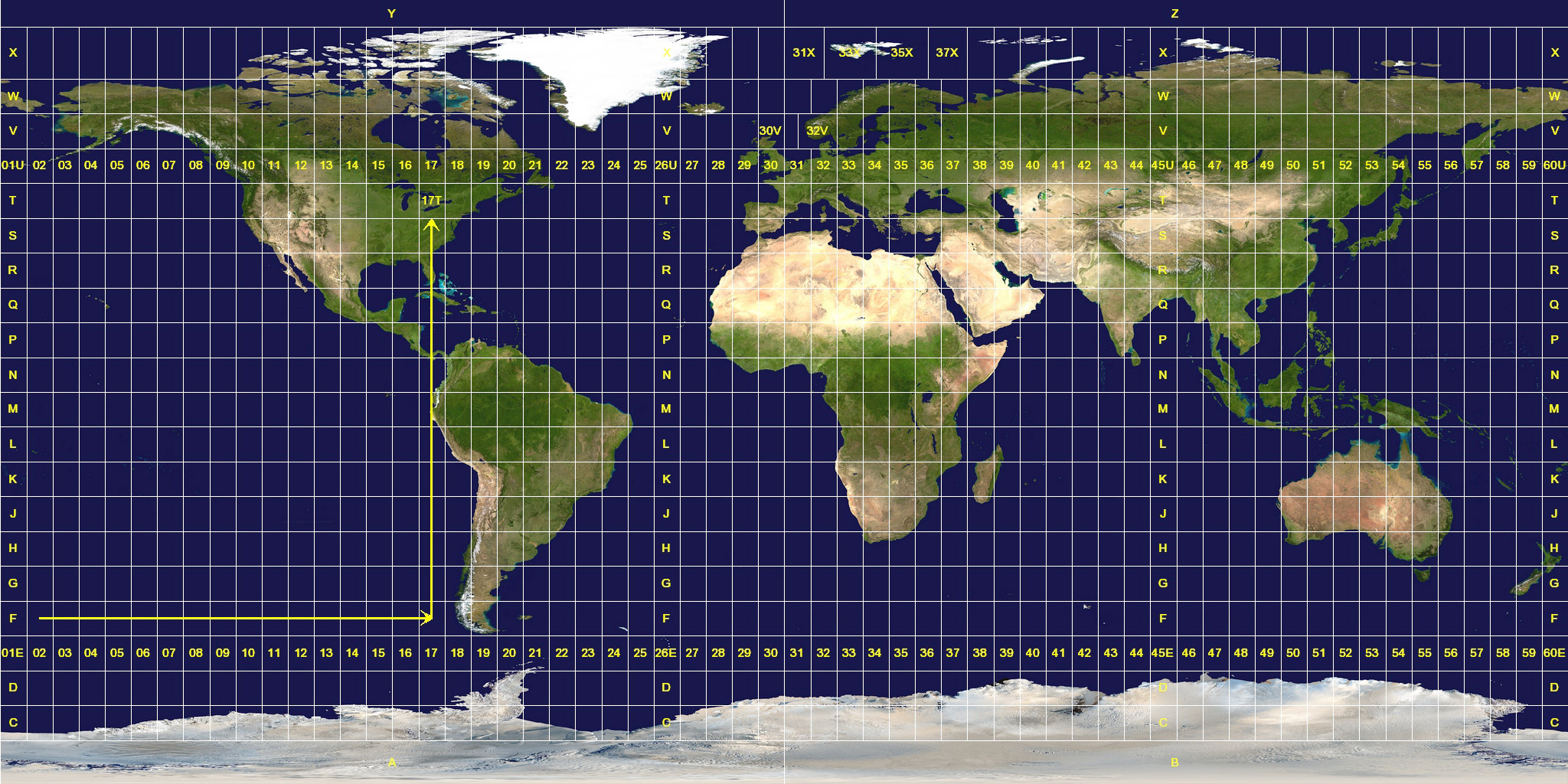
Husos y Zonas UTM.

Las coordenadas UTM determinan el lugar de un punto dentro de una cuadrícula, tomando como origen el vértice inferior izquierdo de la cuadrícula; se indica primera la abcisa (x) y, tras una coma la ordenada (y), ambas en metros.

Las cuadrículas UTM quedan fijadas por un datum geodésico: en Europa se utiliza actualmente el ETRS89 (European Terrestrial Reference System 1989), en español Sistema de Referencia Terrestre Europeo 1989; hasta la implantación de ETRS89, se utilizó ED50 (European Datum 1950)

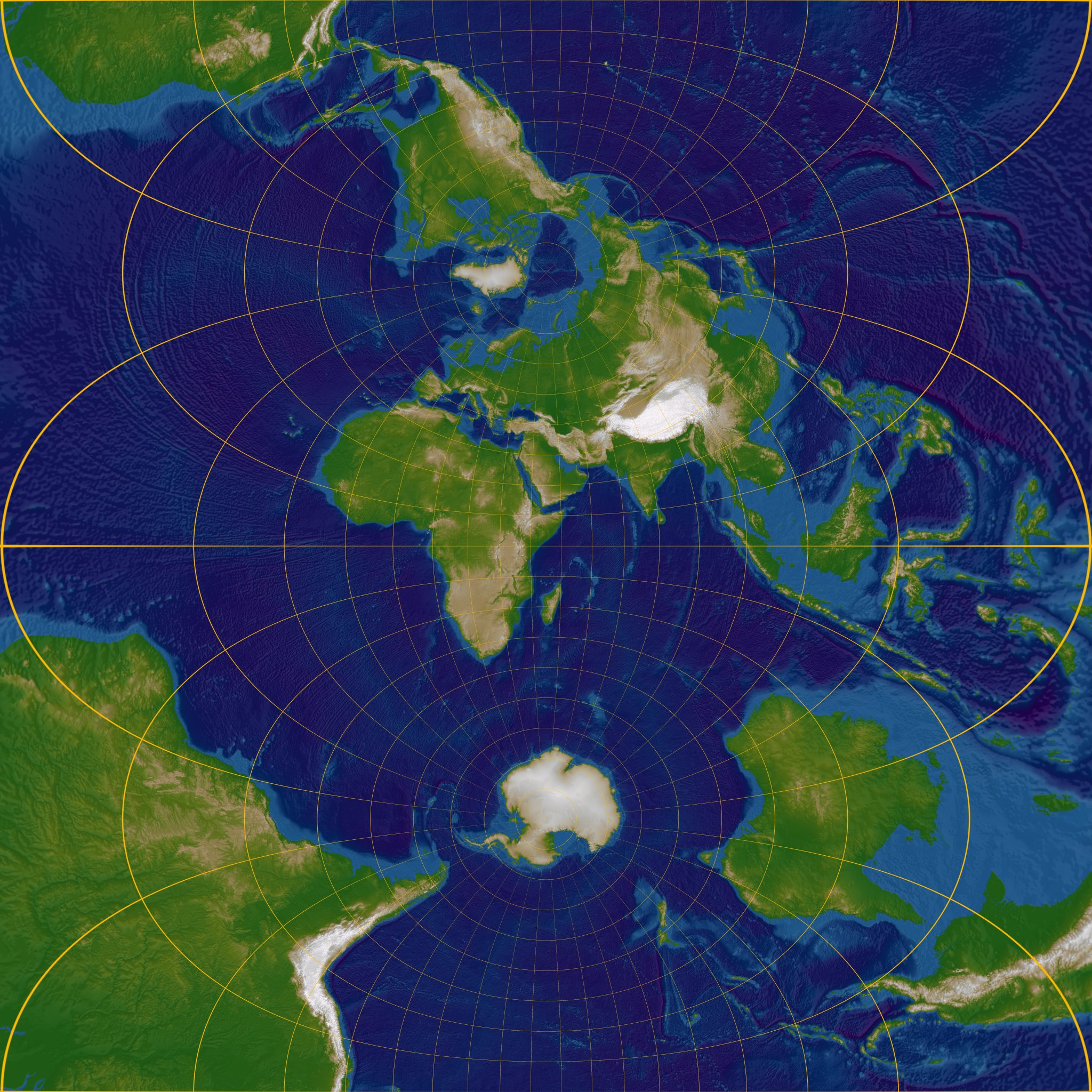
Mapa del mundo en proyección transversa de Mercator, centrado sobre el meridiano 45°E y el ecuador

### Husos UTM
Se divide la Tierra en 60 husos de 6° de longitud. La zona de proyección de la UTM se define entre los paralelos 80°S y 84°N. Cada huso se identifica con un número entre el 1 y el 60, estando el primer huso limitado entre las longitudes 180° y 174°O y centrado en el meridiano 177°O. Cada huso tiene asignado un meridiano central, que es donde se sitúa el origen de coordenadas, junto con el ecuador. Los husos se numeran en orden ascendente hacia el este. Por ejemplo, la península ibérica está situada en los husos 29, 30 y 31, y Canarias está situada en los husos 27 y 28. En el sistema de coordenadas geográfico las longitudes se representan tradicionalmente con valores que van desde los -180° hasta casi 180° (intervalo -180° → 0° → 180°); el valor de longitud 180° se corresponde con el valor -180°, pues ambos son el mismo.

### Bandas UTM
Se divide la Tierra en 20 bandas de 8° de Latitud, que se denominan con letras desde la C hasta la X excluyendo las letras "I" y "O", por su parecido con los números uno (1) y cero (0), respectivamente. Puesto que es un sistema estadounidense, tampoco se utiliza la letra "Ñ". La zona C coincide con el intervalo de latitudes que va desde 80° Sur (o -80° latitud) hasta 72°S (o -72° latitud). Las bandas polares no están consideradas en este sistema de referencia. Para definir un punto en cualquiera de los polos, se usa el sistema de coordenadas UPS. Si una banda tiene una letra igual o mayor que la N, la banda está en el hemisferio norte, mientras que está en el sur si su letra es menor que la "N".

### Notación
Cada cuadrícula UTM se define mediante el número del huso y la letra de la zona; por ejemplo, la ciudad española de Granada se encuentra en la cuadrícula 30S, y Logroño en la 30T.

### Excepciones
La rejilla es regular salvo en 2 zonas, ambas en el hemisferio norte; la primera es la zona 32V, que contiene el suroeste de Noruega; esta zona fue extendida para que abarcase también la costa occidental de este país, a costa de la zona 31V, que fue acortada. La segunda excepción se encuentra aún más al norte, en la zona del archipiélago Svalbard (ver mapa para notar las diferencias).